# BR-3
BR-3 era a denominação de parte da atual BR-040 até 1964 no trecho que ia da cidade do Rio de Janeiro até Belo Horizonte, passando por Duque de Caxias, Petrópolis, Areal, Três Rios e Comendador Levy Gasparian no estado do Rio de Janeiro e Simão Pereira, Matias Barbosa, Juiz de Fora, Ewbank da Câmara, Santos Dumont, Barbacena, Congonhas e Conselheiro Lafaiete em Minas Gerais.
Abrangia as rodovias Washington Luís (Rio-Petrópolis) e a Estrada União e Indústria.

## Cultura popular
A rodovia foi musicada por Tony Tornado (acompanhado pelo Trio Ternura), conseguindo o primeiro lugar no V Festival Internacional da Canção de 1970..